# Наркомовский обоз
«Наркомовский обоз» — российская многосерийная военная драма режиссёра Влада Фурмана, премьера которой состоялась 10 мая 2011 года («Интер», Украина), а также 6 мая 2013 года («Первый канал»). 
Осень 1941 года. Только что вышло постановление Государственного Комитета Обороны о водочном довольствии для действующей армии. Простая поездка из корпуса в 118-ю стрелковую дивизию станет настоящим испытанием как для опытных бойцов, так и мирных жителей, а девушки очень быстро поймут, что такое настоящая война.

## Сюжет
25 августа 1941 года заместителем наркома обороны генерал-лейтенантом интендантской службы А. В. Хрулёвым был подписан приказ № 0320 «О выдаче военнослужащим передовой линии действующей армии водки по 100 граммов в день».
Старшина Филиппов получает приказ доставить из корпуса в 118-ю стрелковую дивизию «100 наркомовских грамм». В команду к старшине назначают четырёх женщин военнослужащих - молоденьких необстрелянных девушек, местного старика-проводника Архипа и его племянника Митю, которому не исполнилось и семнадцати лет.

## В ролях
- Сергей Маховиков — старшина Виктор Филиппов, начальник наркомовского обоза
- Анатолий Петров — политрук Анатолий Хомяков
- Анна Арланова — Надежда Колядина, старший лейтенант, начальник медсанбата
- Ольга Фадеева — рядовая Тамара Симович, ездовая обоза
- Ирина Рахманова — рядовая Прасковья Марченко, ездовая обоза
- Дарья Баранова — сержант Варвара Кержак
- Юлия Полубинская — Серафима Брик
- Михаил Долгополов  — дед Архип
- Влад Фурман — Александр Барагозов
- Ричард Бондарев — Семён Верстовой
- Иван Мацкевич — Баро (цыганский барон) / Сталин
- Александр Бранкевич — Григорий Васильевич Пицук, заместитель председателя горисполкома
- Владимир Стеклов — майор Лычко

## Дополнительная информация
- Съёмки телесериала проходили под Минском, Белоруссия.